# Мелані Вал'єхо
Мелані Вал'єхо (нар. 27 жовтня 1979) — австралійська актриса філіппінсько-іспансько-українського походження. Найбільш відома роллю Медісон Рокку, синього містичного рейнджера у телесеріалі «Могутні рейнджери: Містична сила» та Софі Вонг в австралійському телевізійному серіалі «Переможці та невдахи».

## Особисте життя
Мелані Вал'єхо має пращурів австралійського, філіппінського та українського походження.
У червні 2011 року Мелані Вал'єхо одружилася з новозеландцем Меттом Кінгстоном, рекламним агентом. Вони живуть у Новій Зеландії і виховують двох дітей: Сонні Кінгстон, що народилася в жовтні 2016 року, і Луна Грейс, народжена в жовтні 2019 року.

## Кар'єра
Мелані Вал'єхо зіграла роль сором'язливої Медісон (або частіше Медді) у «Могутні рейнджери: Містична сила». Її героїня з- володарка зорда-русалки. На відміну від інших чотирьох рейнджерів, в інтелектуальному плані вона всебічно розвинена, але по натурі сором'язлива дівчина тому уникає надмірної до себе уваги. Її стихія Вода. З цього часу вона брала участь в інших австралійських шоу, включаючи Переможці та невдахи.

## Фільмографія
- Вмираюча порода (2008). . . . Ребекка
- Скульптор (2009). . . . Рене
- Апгрейд (Оновлення) (2018). . . . Аша Трейс

### Телесеріали
- Всі святі (2005). . . . Лініка Форбс
- Могутні рейнджери: Містична сила (2006). . . . Медісон Рокка (Blue Mystic Ranger)
- Упаковано до крокв (2008). . . . Кет Ріплі
- Академія танцю (2010). . . . Дана Сильна
- Переможці та невдахи (2011—2016). . . . Софі Вонг
- Найдешевші весілля в Австралії . . . . оповідачка

### Ролі в театрі
- Повернення (2002—2003). . . . Ліза, постановки на фестивалі Adelaide Fringe, Adelaide Come Out Festival, Edinburgh Festival Fringe
- Гослінг (2003). . . . Постановка театральної компанії «Сідней»
- Міф, пропаганда та катастрофи в нацистській Німеччині та сучасній Америці (2003 та 2005 рр.). . . . Маргеріт, постановка театральної компанії Сідней
- Морф (2004). . . . Грейс Блек, постановка фестивалю «Adelaide_Fringe_Festival»
- Багдадське весілля (2009). . . . Лума, постановка Театру Св. Белвуара